# 雨湖区
雨湖区（うこ-く）は中華人民共和国湖南省湘潭市に位置する市轄区。湘潭市の玄関口である湘潭駅と長距離バスターミナルもこの区にある。
車站路と韶山中路の交差点付近が市街地である。

## 行政区画
- 街道弁事所：雨湖路街道、城正街街道、平政路街道、中山路街道、羊牯塘街道、護潭街道、雲塘街道、広場街道、窯湾街道、昭潭街道、万楼街道、先鋒街道、和平街道、九華街道
- 鎮：鶴嶺鎮、楠竹山鎮、姜畬鎮
- 郷：長城郷、響水郷

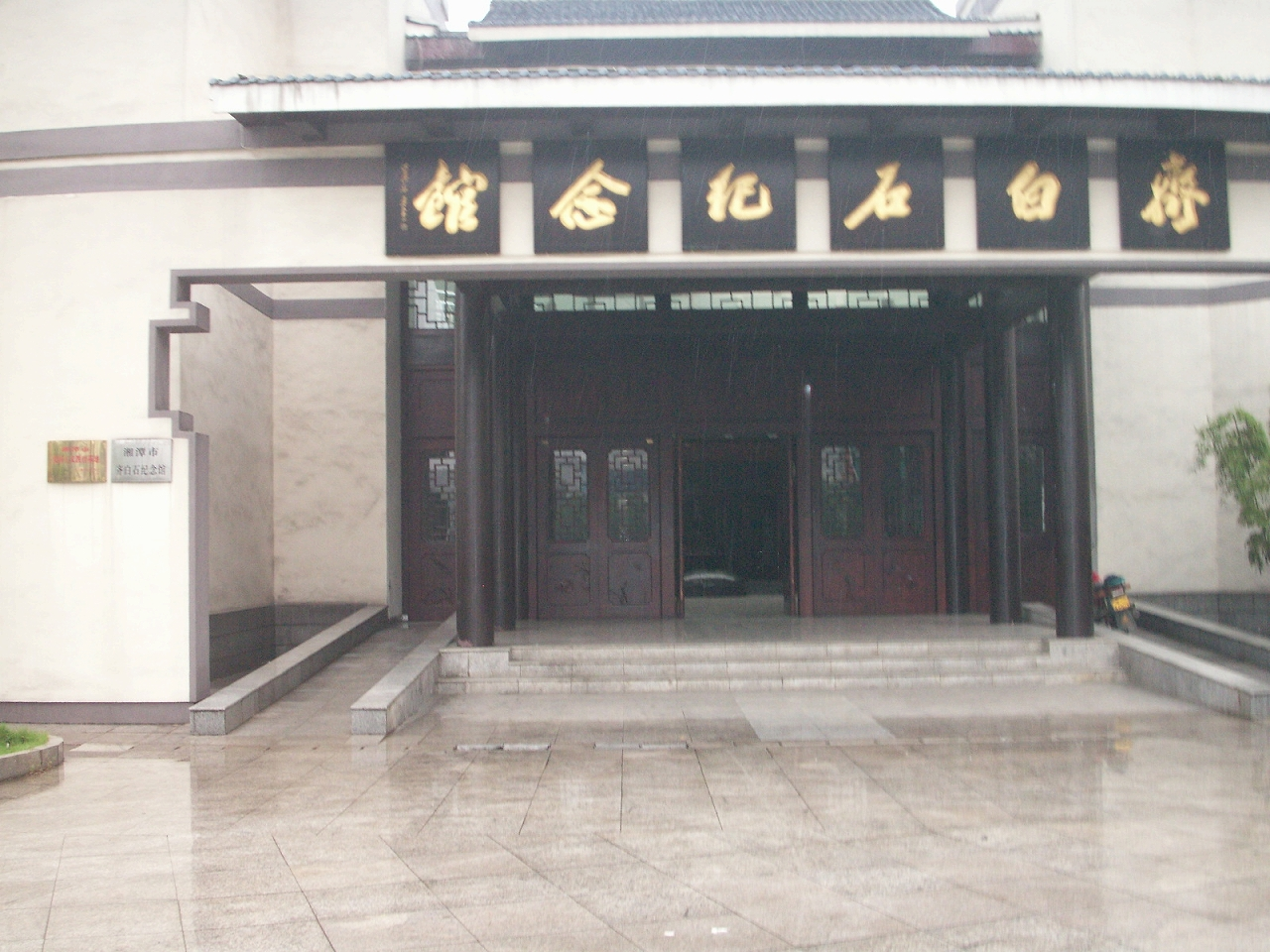
斉白石記念館
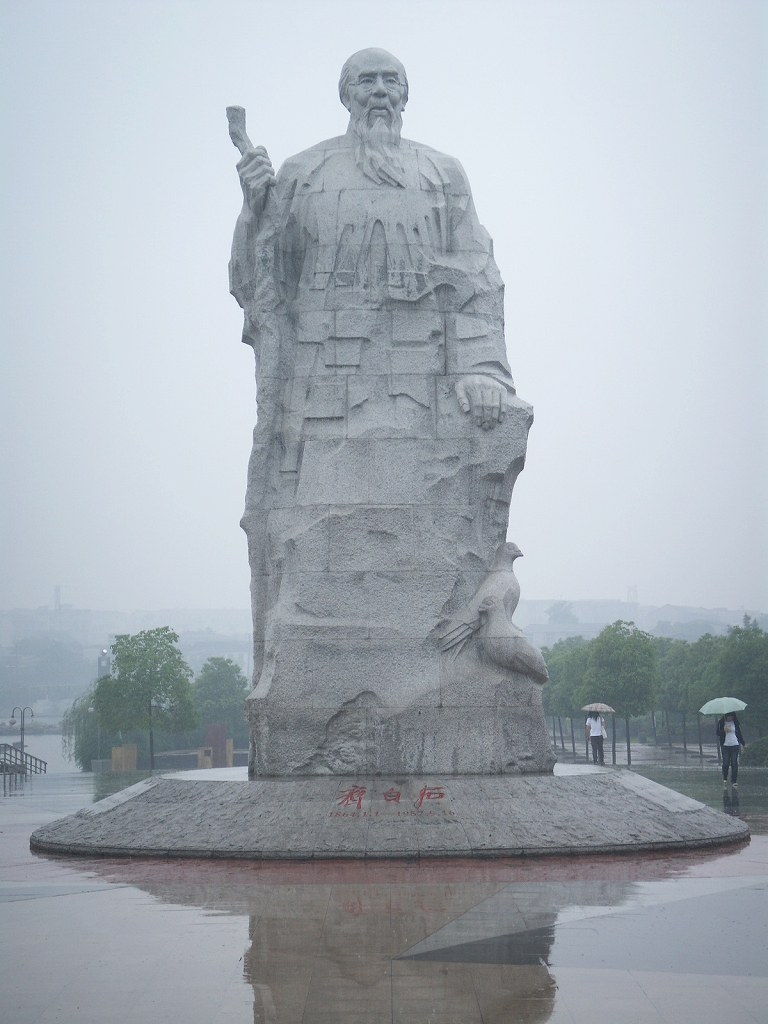
白石公園にある斉白石像
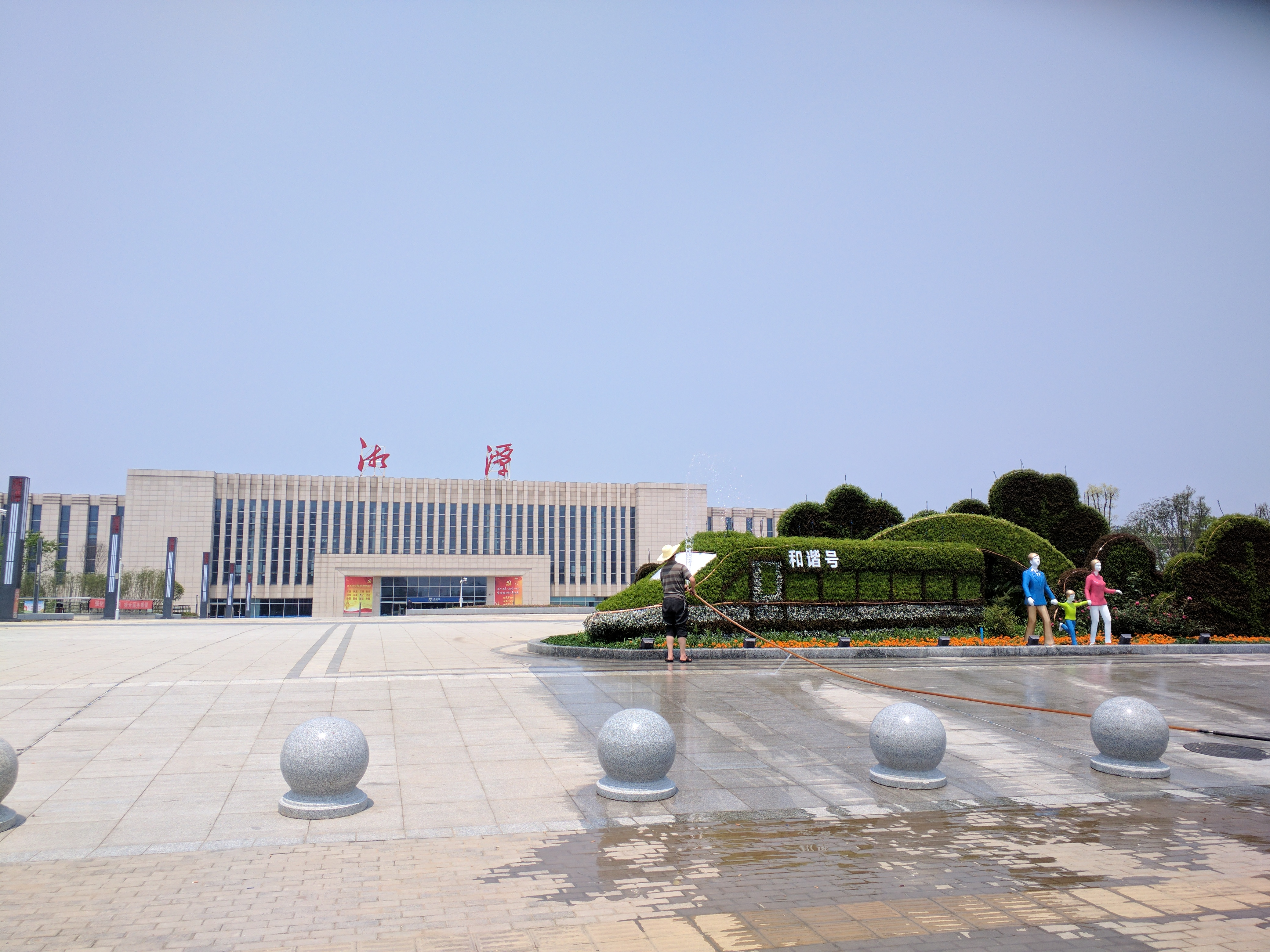
湘潭駅
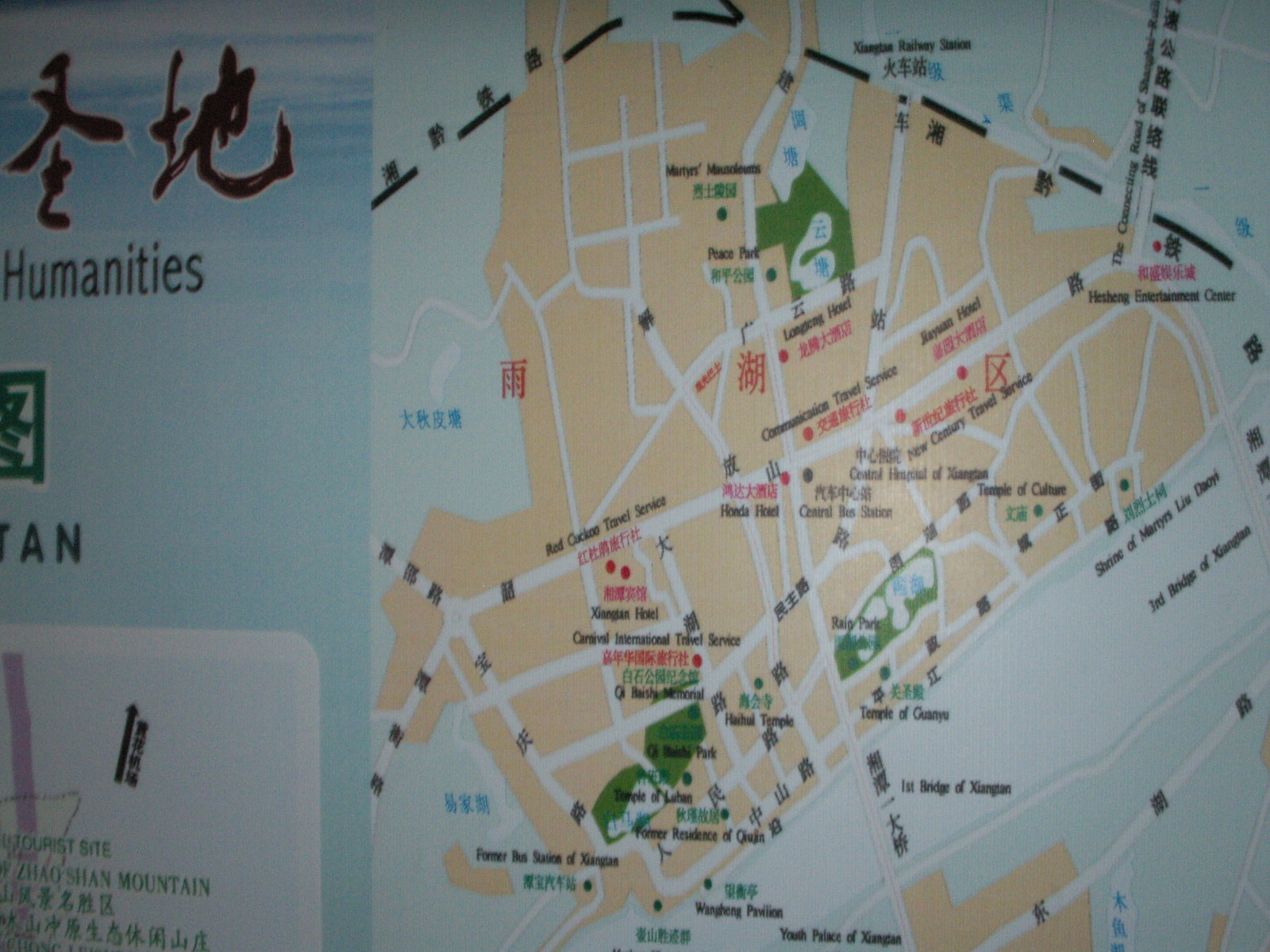
地図

## 観光地
- 万楼
- 斉白石記念館
- 白石公園
- 白馬湖
- 西湖公園
- 望衡亭
- 楊梅洲水城公園
- 湘潭動物園
- 湘潭大学